# Tage der Finsternis (2009)
Tage der Finsternis ist ein Mysterythriller von Rainer M. Schröder aus dem Jahre 2009.

## Inhalt
Bruder Thomasius ermittelt im uralten Kloster Himmerod. Dort bringen sich gleich mehrere Brüder um, einer betet schon seit Tagen nur noch. Bruder Thomasius muss tief in der Vergangenheit des Klosters graben, um den Fall aufzudecken. Was er dort in den Regalen der Klosterbibliothek findet und welche Aufgabe er erfüllen muss, erschreckt ihn bis in Mark: Er soll das Kloster von einem Fluch des Teufels befreien.

## Belege
- Rainer M. Schröder: Tage der Finsternis, Arena Verlag, Würzburg 2009, ISBN 978-3-401-50811-5.